# Ed Sullivan Theater
L'Ed Sullivan Theater è uno storico studio radio-televisivo di New York, situato al 1697-1699 Broadway, tra la West 53ª e la West 54ª, nel Theater District di Manhattan. Il teatro è stato utilizzato dalla CBS come studio per trasmissioni live e registrate fin dal 1936.
È noto come studio dell'Ed Sullivan Show e sede della prima performance statunitense dei Beatles. Dal 1993 al 2015 ha ospitato il Late Show with David Letterman e dal 2015 il The Late Show with Stephen Colbert.
L'Ed Sullivan Theater è iscritto al National Register of Historic Places, e i suoi interni sono stati indicati come un luogo storico da preservare dalla New York City Landmarks Preservation Commission.